# Imazosulfuron
Imazosulfuron ist ein Herbizid aus der Gruppe der Sulfonylharnstoffe. Es wurde von Takeda entwickelt und Mitte der 1990er-Jahre auf den Markt gebracht.

## Gewinnung und Darstellung
Imidazo[1,2-a]pyridin-2-ol wird mit Phosphoroxychlorid chloriert und anschließend mit Chlorsulfonsäure sulfoniert. Die Sulfonsäure wird erneut mit Phosphoroxychlorid chloriert und mit Ammoniakwasser zum Sulfonamid umgesetzt. Nach der Reaktion mit Chlorameisensäurephenylester und 2-Amino-4,6-dimethoxypyrimidin entsteht Imazosulfuron.

## Eigenschaften
Imazosulfuron ist ein farbloser, kristalliner Feststoff. Die Substanz ist in Wasser nahezu unlöslich und löst sich auch in organischen Lösungsmitteln (Dichlormethan, Aceton) nur schwer. Im Boden ist Imazosulfuron moderat persistent mit Halbwertszeiten von ca. 57 Tagen.

## Wirkungsweise und Verwendung
Imazosulfuron ist ein sogenannter ALS-Inhibitor, das heißt, es hemmt Enzym Acetolactat-Synthase. Dieses Enzym ist für die Biosynthese von verzweigten Aminosäuren (Valin, Leucin, Isoleucin) verantwortlich. Ist diese nicht mehr möglich, hemmt das die Zellteilung, sodass betroffene Pflanzen nicht mehr wachsen können, verblassen und letztendlich absterben.
Imazosulfuron wird hauptsächlich als Vorauflaufherbizid im Reis- und Kartoffelanbau sowie für Rasenflächen verwendet. Dabei kommt es vor allem gegen Sauergrasgewächse (insbesondere Erdmandel) und breitblättrige Unkräuter zu Anwendung.

## Toxikologie
In Tierversuchen an Ratten konnte festgestellt werden, dass von Imazosulfuron unabhängig vom Aufnahmeweg keine akute Toxizität ausgeht. Die Substanz ist weder haut-/augenreizend noch Haut sensitivierend. Es konnte zudem keine genotoxische oder karzinogene Wirkung festgestellt werden. Die Europäische Behörde für Lebensmittelsicherheit (EFSA) legte eine erlaubte Tagesdosis von 0,75 mg/kg Körpergewicht fest.

## Zulassung
Imazosulfuron war in der Europäischen Union bis 2017 zugelassen. In Deutschland, Österreich und der Schweiz sind keine Pflanzenschutzmittel mit diesem Wirkstoff erhältlich.